# Dolina V-kształtna

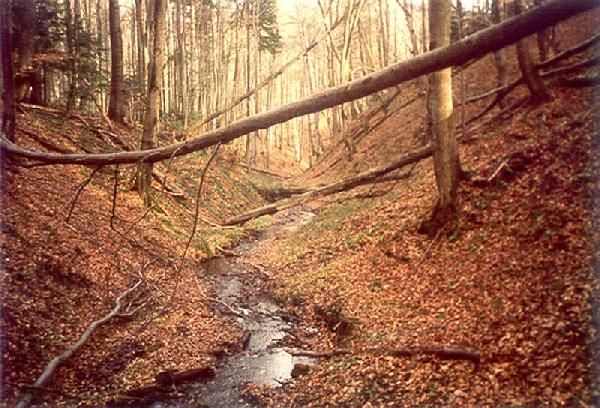
Dolina V-kształtna w Beskidzie Niskim.

Dolina V-kształtna – typ doliny, której przekrój poprzeczny zbliżony jest kształtem do litery V. Charakteryzuje się stromymi zboczami pokrytymi drobnym materiałem skalnym - zwietrzeliną oraz wąskim dnem, w którym płynie potok. Doliny te występują głównie na obszarach górskich - w górnych biegach rzek. Powstają wskutek erozji dennej, z upływem czasu dolina staje się coraz głębsza i szersza.